# Переволока (приток Луги)
Переволока (Перевалок) — река в России, протекает по Лужскому району Ленинградской области. Длина реки — 2 км.
Вытекает из озера Мерёвского. Устье реки находится в 204 км от устья реки Луги по правому берегу.

## Данные водного реестра
По данным государственного водного реестра России относится к Балтийскому бассейновому округу, водохозяйственный участок реки — Луга. Относится к речному бассейну реки Нарва (российская часть бассейна).
Код объекта в государственном водном реестре — 01030000512102000025767.